# Plac Miast Partnerskich w Sanoku
Plac Miast Partnerskich – plac w Sanoku.

## Charakterystyka
Plac jest umiejscowiony w centrum Sanoka, w dzielnicy Śródmieście przy ulicy Tadeusza Kościuszki, przylegającej do niego od strony północnej. Od strony zachodniej przylega do ulicy Feliksa Gieli, od strony wschodniej do ulicy Ignacego Daszyńskiego. Naprzeciw placu znajduje się kamienica przy ul. Tadeusza Kościuszki 22. Jego powierzchnia wynosi ok. 1500 m².
Był zwany Placem Wolności. Obecną nazwę placu nadano dla upamiętnienia współpracy międzynarodowej Sanoka z miastami partnerskimi. Są nimi Reinheim (Niemcy), Kamieniec Podolski (Ukraina), Gyöngyös (Węgry), Humenné (Słowacja), Östersund (Szwecja) - wymienione na tablicy na placu oraz Cestas (Francja), Fürstenwalde/Spree (Niemcy), Białogród nad Dniestrem (Ukraina).
Na obszarze placu znajduje się skwer trawiasty, rabaty kwiatowe, alejki, fontanna, ławki oraz obiekty upamiętniające (tablice i drzewa pamiątkowe).
Do 1. połowy XX wieku na obszarze obecnego placu (w obecnym położeniu pomnika-kotwic) stał dom blacharza Walacha, tzw. „Walachówka”.

## Obiekty upamiętniające

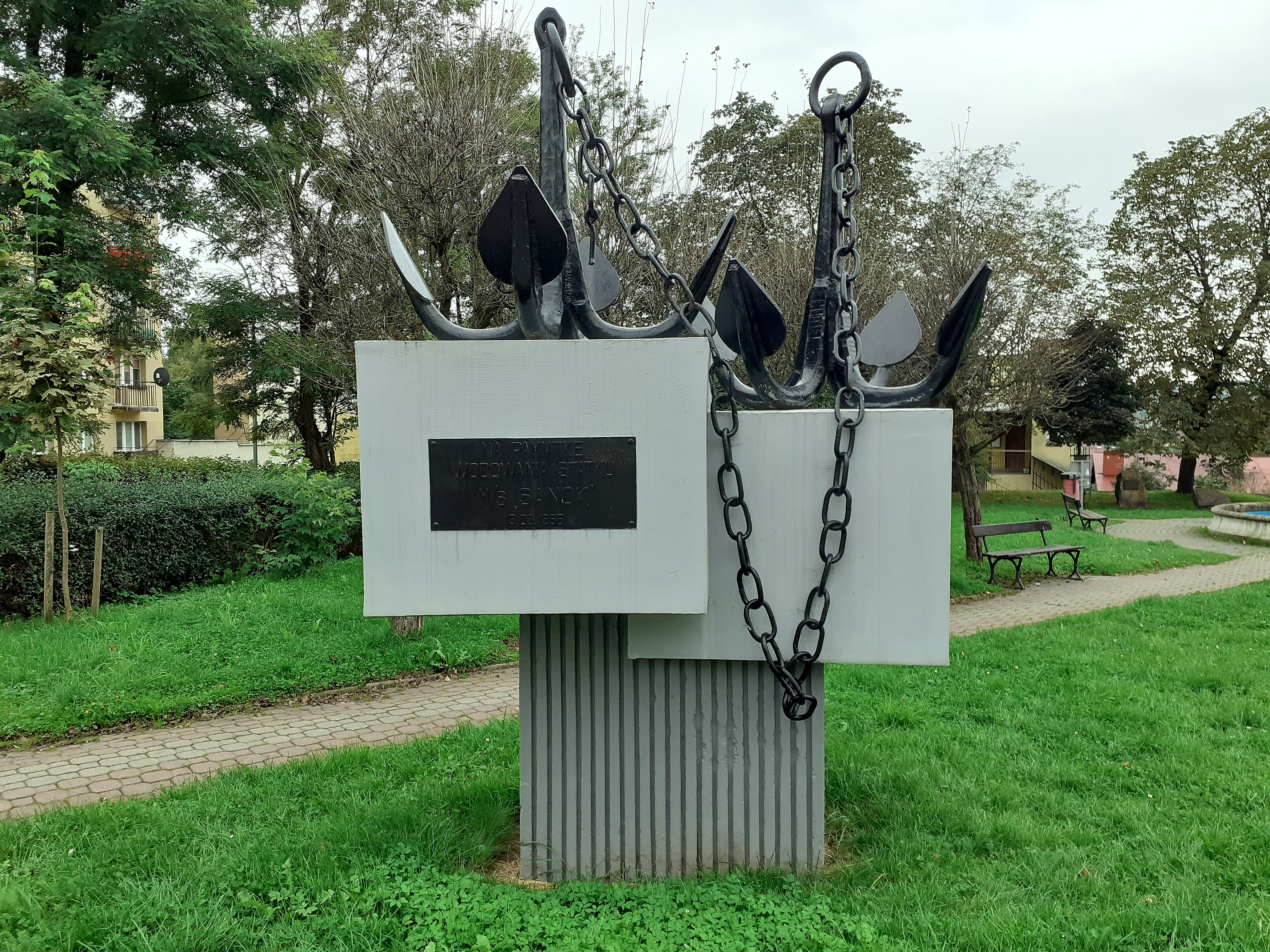
Polnik – kotwice z 1966

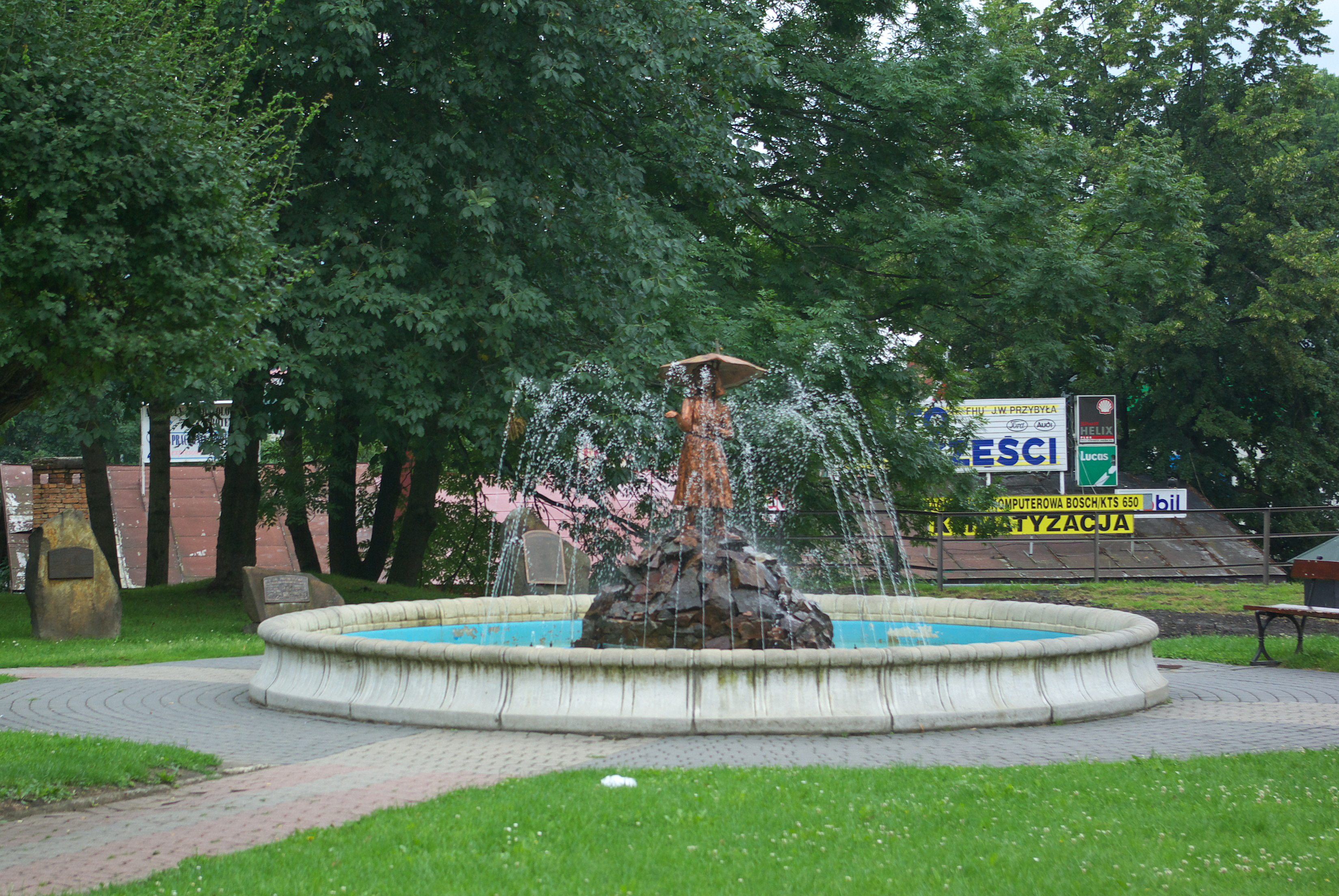
Fontanna z rzeźbą „Dziewczynka w deszczu”. Za nią kamienie pamiątkowe

- Pomnik-kotwice, upamiętniający wodowanie statku morskiego MS Sanok, które miało miejsce 13 maja 1966 roku[3][4]. Drobnicowiec został zbudowany w stoczni Aalberg (Dania) i 13 września 1966 roku przekazany Polskim Liniom Oceanicznym, które w 1987 roku zbyły go. Inicjatorką powstania pomnika była Maria Styrkosz. Stanowią go dwie żelazne kotwice na postumencie z brył kamiennych o kształcie sześcianów[5]. Kotwice przekazał Michał Ziółkowski z firmy Hartwig. Monument został odsłonięty na placu kilka miesięcy po wodowaniu statku. Na monumencie umieszczono inskrypcję o treści: Na pamiątkę wodowania statku m/s „Sanok” 13.09.1966[6][7].
- Rzeźba „„Dziewczynka w deszczu”, także jako „Dziewczynka (bądź „panienka”) z parasolem”, umieszczona w fontannie[8]. Została ufundowana przez sanockich przedsiębiorców i zainstalowana w listopadzie 2004[9][10], autorem projektu był Adam Przybysz[11], wsparcia finansowego przy powstaniu udzielił Podkarpacki Bank Spółdzielczy[12].
- Trzy kamienie z tablicami pamiątkowymi poświęcone historii współpracy Sanoka z Reinheim i Humenném oraz trzeci upamiętniający generalnie międzynarodową współpracę partnerską Sanoka i dotyczący fontanny umieszczonej na środku placu[4].
  - Kamień z inskrypcją: X Jahre Partnerschaft – X lat współpracy Reinheim Sanok 1994-2004. Odsłonięty 24/25 lipca 2004[13].
  - Kamień z inskrypcją: X lat partnerstwa – X rokov partnerstva Humenne Sanok 1996-2006.
  - Kamień z inskrypcją: Fontanna partnerstwa miast. Z inicjatywy Regionalnej Izby Gospodarczej fontannę ufundowali i wykonali przedsiębiorcy sanoccy dla mieszkańców miasta. Wymienieni fundatorzy i zespół projektantów. Sanok 2004 r.
  - Rzeźba lwa na postumencie, dla upamiętnienia 20-lecia współpracy partnerskiej miast Sanoka i Reinheim; odsłonięta podczas uroczystości rocznicowych 2 sierpnia 2014; inskrypcja głosi: Reinheim Sanok 1994–2014[14].
- Drzewa pamiątkowe:
  - Klon pospolity zasadzony dla upamiętnienia dziesięciolecia współpracy partnerskiej Sanoka z niemieckim miastem Reinheim, nazwany od imienia burmistrza Reinheim, Karla Hartmanna. Inskrypcja na tabliczce: Karl. Klon pospolity / acer platnoides. Dziesięciolecie partnerstwa miast Sanok – Reinheim. Lipiec 2004 r.. Został zasadzony w trakcie obchodów jubileuszu 10-lecia współpracy między miastami w 2004 roku.
  - Klon pospolity zasadzony dla upamiętnienia dziesięciolecia współpracy partnerskiej Sanoka ze słowackim miastem Humenné, nazwany od imienia burmistrza Humennégo, Vladimíra Kostilníka. Inskrypcja na tabliczce: Vladimir. Klon pospolity / acer platnoides. Dziesięciolecie partnerstwa miast Sanok – Humenne. Październik 2006. Został zasadzony w trakcie obchodów jubileuszu 10-lecia współpracy między miastami w dniach 6-7 października 2012 roku[15].
  - Klon kulisty zasadzony dla upamiętnienia dziesięciolecia współpracy partnerskiej Sanoka z węgierskim miastem Gyöngyös, nazwany jego imieniem. Inskrypcja na tabliczce: Gyöngyös. Klon kulisty / acer globossum. Dziesięciolecie partnerstwa miast Sanok – Gyöngyös. Sierpień 2013. Odsłonięcia dokonali burmistrzowie obu miast[16].